# Mihai Eșanu
Mihai Alexandru Eșanu (Bucarest, 25 luglio 1998) è un calciatore rumeno, portiere del Petrolul Ploiești.

## Carriera
Cresciuto nel settore giovanile della Dinamo Bucarest, debutta fra i professionisti il 26 ottobre 2016 in occasione dell'incontro di Cupa României vinto 2-1 contro la Dinamo II Bucarest, match nel quale ha indossato la maglia della squadra riserve.

## Statistiche

### Presenze e reti nei club
Statistiche aggiornate al 10 agosto 2021.
| Stagione               | Squadra                | Campionato             | Campionato | Campionato | Coppe nazionali | Coppe nazionali | Coppe nazionali | Coppe continentali | Coppe continentali | Coppe continentali | Altre coppe | Altre coppe | Altre coppe | Totale | Totale |
| Stagione               | Squadra                | Comp                   | Pres       | Reti       | Comp            | Pres            | Reti            | Comp               | Pres               | Reti               | Comp        | Pres        | Reti        | Pres   | Reti   |
| ---------------------- | ---------------------- | ---------------------- | ---------- | ---------- | --------------- | --------------- | --------------- | ------------------ | ------------------ | ------------------ | ----------- | ----------- | ----------- | ------ | ------ |
| 2016-2017              | Dinamo II Bucarest     |                        | -          | -          | CR              | 1               | 0               |                    | -                  | -                  |             | -           | -           | 1      | 0      |
| 2017-2018              | Balotești              | L2                     | 9          | 0          | CR              | 0               | 0               |                    | -                  | -                  |             | -           | -           | 9      | 0      |
| 2018-2019              | Dinamo Bucarest        | L1                     | 0          | 0          | CR              | 0               | 0               |                    | -                  | -                  |             | -           | -           | 0      | 0      |
| 2020-2021              | Dinamo Bucarest        | L1                     | 20         | 0          | CR              | 3               | 0               |                    | -                  | -                  |             | -           | -           | 23     | 0      |
| 2021-2022              | Dinamo Bucarest        | L1                     | 19+2       | -34+-3     | CR              | 2               | -2              |                    | -                  | -                  |             | -           | -           | 23     | -39    |
| Totale Dinamo Bucarest | Totale Dinamo Bucarest | Totale Dinamo Bucarest | 39+2       | -34+-3     |                 | 5               | -2              |                    | -                  | -                  |             | -           | -           | 46     | -39    |
| 2022-2023              | Chindia Târgoviște     | L1                     | 0          | 0          | CR              | 1               | -4              |                    | -                  | -                  |             | -           | -           | 1      | -4     |
| Totale carriera        | Totale carriera        | Totale carriera        | 48         | -37        |                 | 7               | -6              |                    | -                  | -                  |             | -           | -           | 55     | -43    |